# Zdanie
Zdanie (łac. sententia) – w językoznawstwie termin ten oznacza wypowiedzenie służące do zakomunikowania jakiejś treści i podlegające ograniczeniom formalnym. Budowa zdania opiera się na związkach między wyrazami, zarówno współrzędnych, jak i podrzędnych.
Aby wypowiedzenie było zdaniem, musi zawierać orzeczenie. W języku polskim podmiot może pozostać domyślny ze względu na możliwość zidentyfikowania wykonawcy czynności na podstawie końcówki fleksyjnej czasownika w orzeczeniu. Zdaniem jest również tak krótkie wypowiedzenie jak: Wyszedłem. – w którym podmiotem – wykonawcą czynności jest „ja” (forma czasownika sugeruje, że jest to pierwsza osoba liczby pojedynczej).
Możliwe jest również zdanie bezpodmiotowe, np. Świtało.; Zbudowano most. 
Wypowiedzenie niezawierające orzeczenia to równoważnik zdania. Np.: Hej, skarbie!; Tylko spokojnie.; Co?; Dobranoc!.

## Typy
Zdania, w zależności od celu ich wypowiadania, można podzielić na:
- oznajmujące (Jan niedawno sprzedał samochód.),
- pytające (Kiedy spotkałeś ją po raz pierwszy?),
- rozkazujące (Nie dotykaj moich rzeczy!).

Każdemu z tych typów odpowiada charakterystyczny znak interpunkcyjny, odpowiednio: kropka, pytajnik, wykrzyknik.
Ze względu na złożoność budowy wyróżnia się zdania:
- nierozwinięte – tylko z podmiotem i orzeczeniem;
- rozwinięte – mające więcej elementów składowych, takich jak przydawka, dopełnienie czy okolicznik[7].

Wypowiedzi dłuższe, zawierające więcej niż jedno orzeczenie, to zdania złożone. W zależności od relacji między poszczególnymi elementami, są to zdania złożone współrzędnie (parataktycznie) lub podrzędnie (hipotaktycznie).